# Donda
Donda là một chi bướm đêm thuộc họ Erebidae.

## Các loài tiêu biểu
- Donda eurychlora Walker, 1858